# Watch Medier
Watch Medier A/S er et dansk datterselskab af JP/Politikens Hus, som driver 26 erhvervsmedier indenfor en række nicher. Medierne henvender sig til hver sin branche og er primært finansieret af abonnementer. 
Virksomheden blev grundlagt i 2010, da Jyllands-Posten lancerede nichemediet FinansWatch målrettet personer med en særlig interesse for den finansielle sektor. Mediehuset havde allerede taget første spadestik på markedet for digitale og abonnementsbaserede nichemedier tre år tidligere med investeringen i 60 pct. af MediaWatch, der blev ejet sammen med A-Pressen. I 2012 blev søstermedierne MedWatch og ShippingWatch lanceret og alle nicheaktiviteter er i dag samlet i Watch Medier. Sidenhen kom medier til i Norge og Tyskland.
Watch Medier er ejet af JP/Politikens Hus og har hovedredaktion i København, redaktioner i Aarhus, Oslo, Køln, Stockholm og New York.

## Danske medier
- AdvokatWatch – nyheder om advokatbranchen.
- AgriWatch – nyheder om landbrugsindustrien og dens mange følgevirksomheder.
- AMWatch – nyheder om porteføljeforvaltning.
- CleantechWatch – nyheder om cleantech-industrien – herunder miljø, vand, ressourcer og genanvendelse.
- DetailWatch – nyheder om detailhandel
- EjendomsWatch – nyheder om ejendomsbranchen. Nyhedsmediet blev lanceret 1. marts 2016.
- EnergiWatch – nyheder om energisektoren. Nyhedsmediet gik i luften 1. maj 2013.[1][2]
- EnergyWatch.eu energinyheder på engelsk.
- FinansWatch – nyheder om finanssektoren Mediet gik i luften 1. december 2010.[3][4]
- FødevareWatch – nyheder om fødevarebranchen. Nyhedsmediet gik i luften 13. marts 2014.[5][6]
- ITWatch – nyheder om it-branchen. Nyhedsmediet blev lanceret 21. marts 2017.
- KapitalWatch – nyheder om kapitalfonde, venturefonde og investeringsselskaber
- Kommunikationsforum – nyheder og debat fra kommunikationsbranchen.
- MedWatch – nyheder om medicinal- og medico-industrien. Mediet blev lanceret 24. januar 2012.[7]
- MediaWatch – nyheder om mediebranchen
- MobilityWatch – nyheder om transportbranchen
- PolicyWatch – nyheder om erhvervspolitik og rammevilkår for danske virksomheder.
- ShippingWatch – nyheder om shippingbranchen. Mediet gik i luften 7. marts 2012.[8]
- ShippingWatch.com – nyheder om shippingbranchen på engelsk.

## Norske medier
- FinansWatch – nyheder om finansbranchen.
- AdvokatWatch – nyheder om advokatbranchen.
- EnergiWatch – nyheder om energisektoren.
- EiendomsWatch – nyheder om ejendomsbranchen.
- HandelsWatch – nyheder om detailhandlen.
- MedWatch – nyheder om medicinal- og medicoindustrien.
- MatvareWatch – nyheder om fødevare- og drikkevarebranchen.

## Tyske medier
- FinanzBusiness - nyheder om den finansielle sektor.
- Versicherungsmonitor - nyheder om forsikringsbranchen.